# Centraal-Afrikaanse Tijd
| zwart | UTC−1: Kaapverdische Tijd. |
| groen | UTC: West-Europese Tijd · Greenwich Mean Time.                                                                                                |
| blauw | UTC+1: Midden-Europese Tijd · West-Afrikaanse Tijd.                                                                                           |
| rood  | UTC+2: Midden-Europese Zomertijd · Oost-Europese Tijd · Centraal-Afrikaanse Tijd · West-Afrikaanse Zomertijd · Zuid-Afrikaanse Standaardtijd. |
| geel  | UTC+3: Oost-Europese Zomertijd · Oost-Afrikaanse Tijd.                                                                                        |
| grijs | UTC+4: Mauritiustijd · Seychellentijd. |

De Centraal-Afrikaanse Tijd (CAT) (Engels: Central Africa Time) is een tijdzone die twee uur voorloopt op UTC (UTC+2). In deze tijdzone vallen een aantal landen in centraal Afrika. De tijdzone komt overeen met de Zuid-Afrikaanse Standaardtijd en de Oost-Europese Tijd
De theoretische zone van de Centraal-Afrikaanse Tijd loopt van 22,5° oosterlengte tot 37,5° oosterlengte.
Vanwege de ligging nabij de evenaar van de landen in het gebied van de Centraal-Afrikaanse Tijd wordt de zomertijd niet gehanteerd.
De landen die de CAT gebruiken zijn:
- Burundi
- Botswana
- Congo-Kinshasa (oostelijk deel)
- Malawi
- Mozambique
- Namibië
- Rwanda
- Zambia
- Zimbabwe